# Friederike Tilemann
Friederike Tilemann (* 29. September 1967 in Hannover) ist eine deutsche Erziehungswissenschaftlerin. Sie ist Professorin für Medienpädagogik an der Pädagogischen Hochschule Zürich und Mitglied im Bundesvorstand der Gesellschaft für Medienpädagogik und Kommunikationskultur.

## Wirken
Nach dem Studium der Kulturpädagogik in Göttingen arbeitete sie als wissenschaftliche Mitarbeiterin ab 1994 am Deutschen Jugendinstitut in München und von 1995 bis 2002 an der dortigen Universität der Bundeswehr. Nach Dozententätigkeit von 2002 bis 2005 in Heidelberg lehrt sie seitdem in Zürich.
Tilemann ist Mitgründerin des Blickwechsel, einer medienpädagogischen Institution zur Fortbildung von Lehrpersonen mit Sitz in Göttingen, Bremen und Erfurt.

## Werke (Auswahl)
- Bachmair, Ben / Neuß, Norbert / Tilemann, Friederike: fernsehen zum Thema machen. Schriftenreihe der Landesanstalt für privaten Rundfunk Hessen, 1997
- Berg, Flume, Orthey, Ritscher, Tilemann, Wehner: Unternehmenstheater interaktiv: themenorientierte Improvisation (TOI) in der Personal- und Organisationsentwicklung, Beltz: Weinheim und  Basel 2002
- Maya Götz (Hrsg.) Tilemann, Friederike: Alles Seifenblasen? Die Bedeutung von Daily Soaps im Alltag von Kindern und Jugendlichen, KoPäd-Verlag München 2002
- Tilemann, Friederike: Medienkompass 1 + 2 – Lehrmittel für die Mittelstufe/Sekundarstufe Lehrmittelverlag Zürich 2008